# Ronaël Pierre-Gabriel
Ronaël Julien Pierre-Gabriel (Paris, 13 de junho de 1998) é um futebolista francês que atua como lateral-direito. Atualmente defende o Dínamo Zagreb.

## Carreira
Ronaël Pierre-Gabriel começou a carreira no Saint-Étienne.